# Miłosławice (województwo dolnośląskie)
Miłosławice – wieś w Polsce położona w województwie dolnośląskim, w powiecie milickim, w gminie Milicz.

## Położenie
Przez miejscowość przebiega droga wojewódzka nr 439.

## Podział administracyjny
W latach 1975–1998 miejscowość administracyjnie należała do województwa wrocławskiego.

## Zabytki
Do wojewódzkiego rejestru zabytków wpisany jest:
- dwór, parterowy, zbudowany na początku XIX w. w stylu klasycyzmu